# Дорожное (Бахчисарайский район)
Доро́жное (до 1945 года Би-Эль; укр. Дорожнє, крымскотат. Biy Eli, Бий Эли) — село в Бахчисарайском районе Республики Крым, в составе Плодовского сельского поселения (согласно административно-территориальному делению Украины — Плодовского сельсовета Автономной Республики Крым).

## Современное состояние
В Дорожном 3 улицы, на площади 18,6 гектара расположились 59 дворов, в которых, по данным сельсовета, на 2009 год, проживало 149 человек, ранее одно из отделений винсовхоза Плодовое (с 19 августа 2014 года — госпредприятия «Крым-Вино» и «Плодовое-Агропродукт»). В селе работает магазин. Дорожное связано автобусным сообщением с Бахчисараем и Симферополем.

## Население
| 2001 | 2014 |
| ---- | ---- |
| 181  | ↘167 |

Всеукраинская перепись 2001 года показала следующее распределение по носителям языка
| Язык             | Процент |
| ---------------- | ------- |
| русский          | 51.93   |
| крымскотатарский | 46.41   |

### Динамика численности
| - 1805 год — 82 чел. - 1864 год — 202 чел. - 1886 год — 189 чел. - 1887 год — 263 чел. - 1892 год — 219 чел. - 1902 год — 263 чел. - 1915 год — 349/82 чел. | - 1926 год — 356 чел. - 1939 год — 462 чел. - 1989 год — 186 чел. - 2001 год — 181 чел. - 2009 год — 149 чел. - 2014 год — 167 чел. |

## География
Село расположено на северо-западе района, на правом берегу реки Альма в нижнем течении, на 12-м километре шоссе 35Н-019 Почтовое — Песчаное (по украинской классификации — С-0-10202), в 20 километрах от берега Чёрного моря.
Расстояние до райцентра и Симферополя по шоссе примерно одинаково — около 32 километров и 12 километров до ближайшей железнодорожной станции Почтовая, высота центра села над уровнем моря 86 м.

## Название
Историческое название села — Бий-Эли. Основное значение слова бий в современном крымскотатарском языке — «паук», «тарантул», но раньше оно также имело значение «бей», «князь». Эль означает «местность», «край». Таким образом, название можно перевести как «земля бея». Учитывая, что Альминская долина была бейликом (вотчиной) беев Яшлавских (известных в русских дипломатических документах также как «князья Сулешевы»), можно предположить, что деревня когда-то принадлежала их роду.

## История
Судя по археологическим находкам, относящимся к I—III векам нашей эры, поселение на месте современного села существовало во времена Позднескифского государства и погибло при вторжении на полуостров аланов и других варварских племён в начале III века — достаточно точно датируется самой поздней серебряной монетой времени Гелиогабала (218—222 год) из найденного у Доржного клада. В XVIII веке, а возможно и ранее, у селения располагалась летняя ханская резиденция «Бейлик», окружённая самым большим в Крыму яблоневым садом.
В последний период Крымского ханства, по Камеральному описанию Крыма… 1784 года, Эбек Эли входила в бакчи-сарайскаго каймаканства Бакче-сарайский кадылык.
После присоединения Крыма к России (8) 19 апреля 1783 года, (8) 19 февраля 1784 года, именным указом Екатерины II сенату, на территории бывшего Крымского Ханства была образована Таврическая область и деревня была приписана к Симферопольскому уезду. Окрестные земли, как бесхозные (то есть, хозяева которых выехали в Турцию) были переданы во владение князю Потёмкину. После Павловских реформ, с 1796 по 1802 год, входила в Акмечетский уезд Новороссийской губернии. В 1792 году земли вокруг Биели, в связи со смертью князя Потёмкина, переданы были Молдавского княжества Великому Вестиару Кантакузину. По новому административному делению, после создания 8 (20) октября 1802 года Таврической губернии, Биель был включён в состав Актачинской волости Симферопольского уезда.
В Ведомости о всех селениях в Симферопольском уезде состоящих с показанием в которой волости сколько числом дворов и душ… от 9 октября 1805 года, указано, что в деревне Биели в 16 дворах проживало мужчин 44 и женщин 38 человек, все татары, к 1817 году, по военно-топографической карте генерал-майора Мухина, дворов в деревне стало 17. После проведённой в 1829 году реформы административно-территориального деления Би-Эль отнесли к вновь образованной Яшлавской волости того же уезда. На карте 1836 года в деревне 19 дворов. Затем, видимо, в связи с массовой эмиграцией крымских татар в Турцию, коренное население Крыма, особенно в степной и прилегающей к степи части, сильно сократилось, и на карте 1842 года деревня обозначена условным знаком «менее 5 дворов» — видимо, процесс затронул и Биэль.

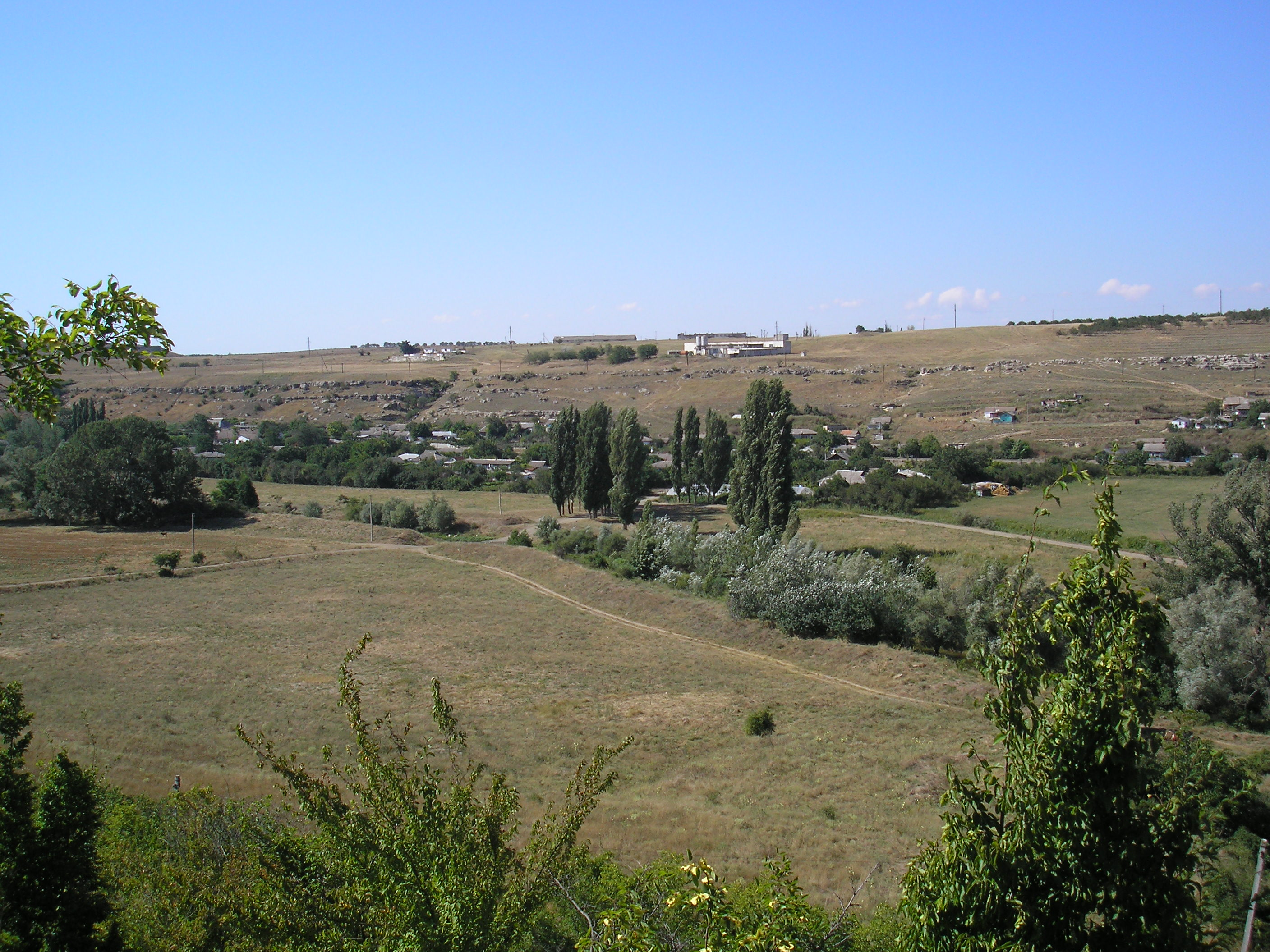
Восточная часть
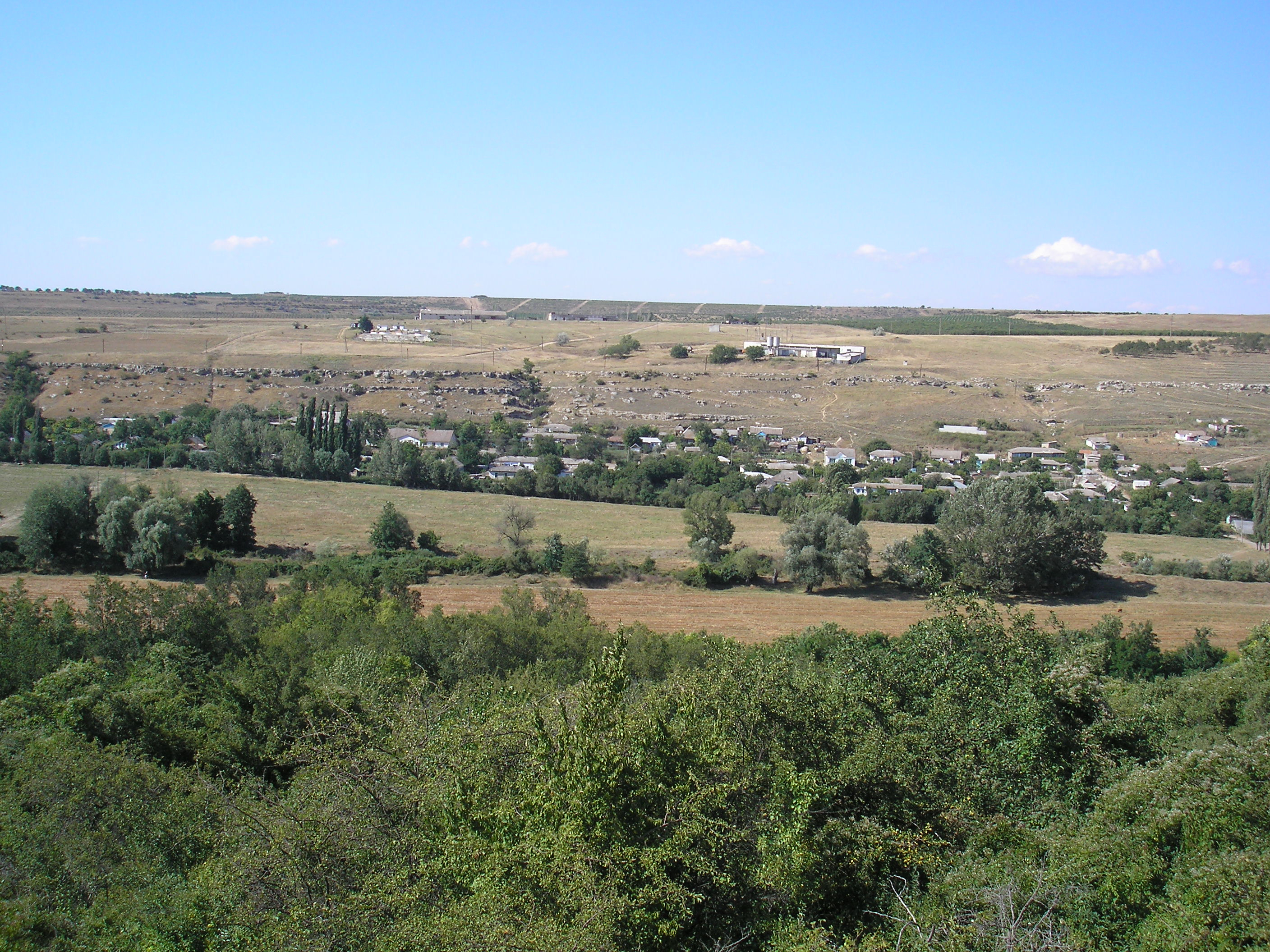
Центр
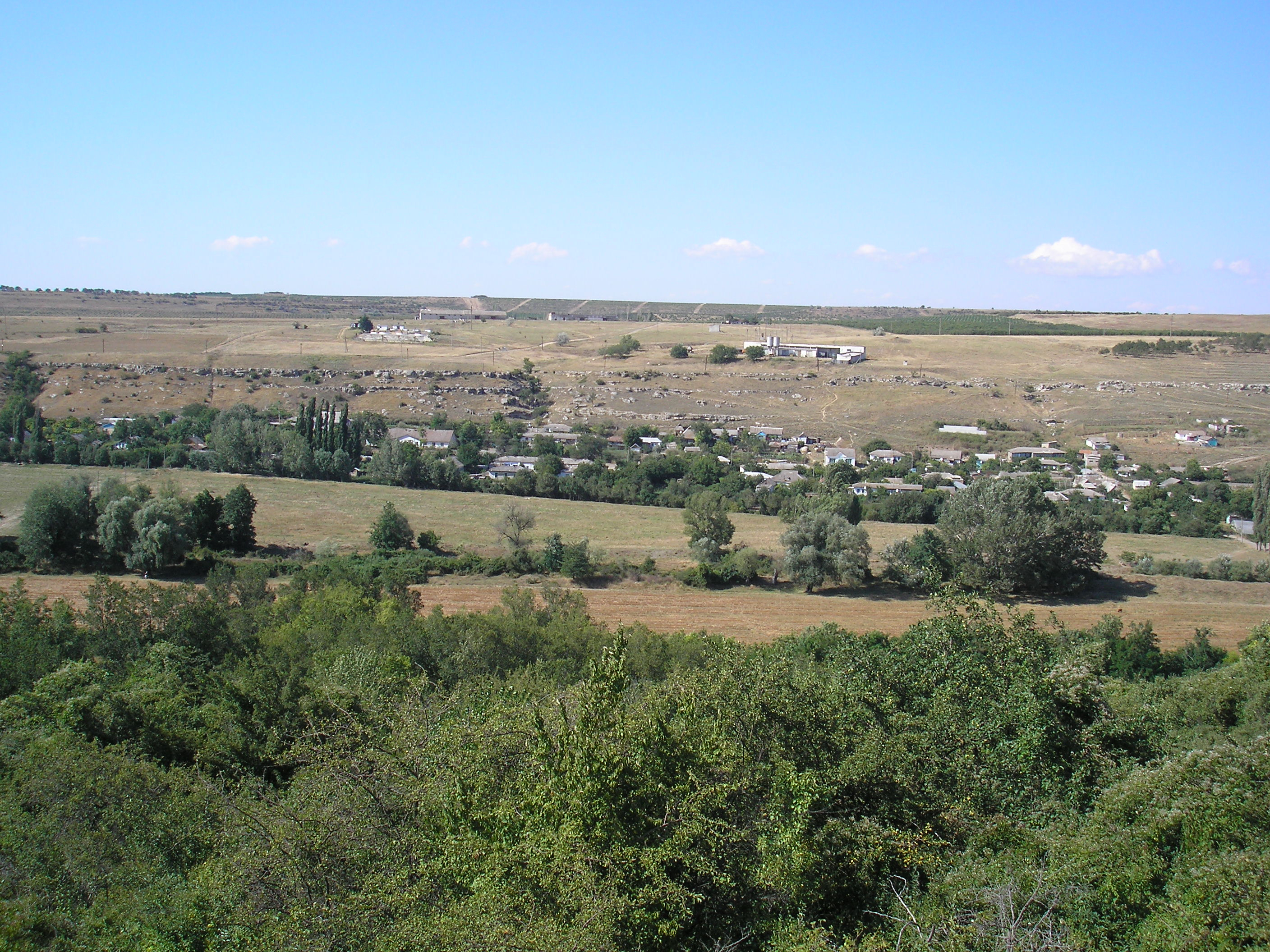
общий вид
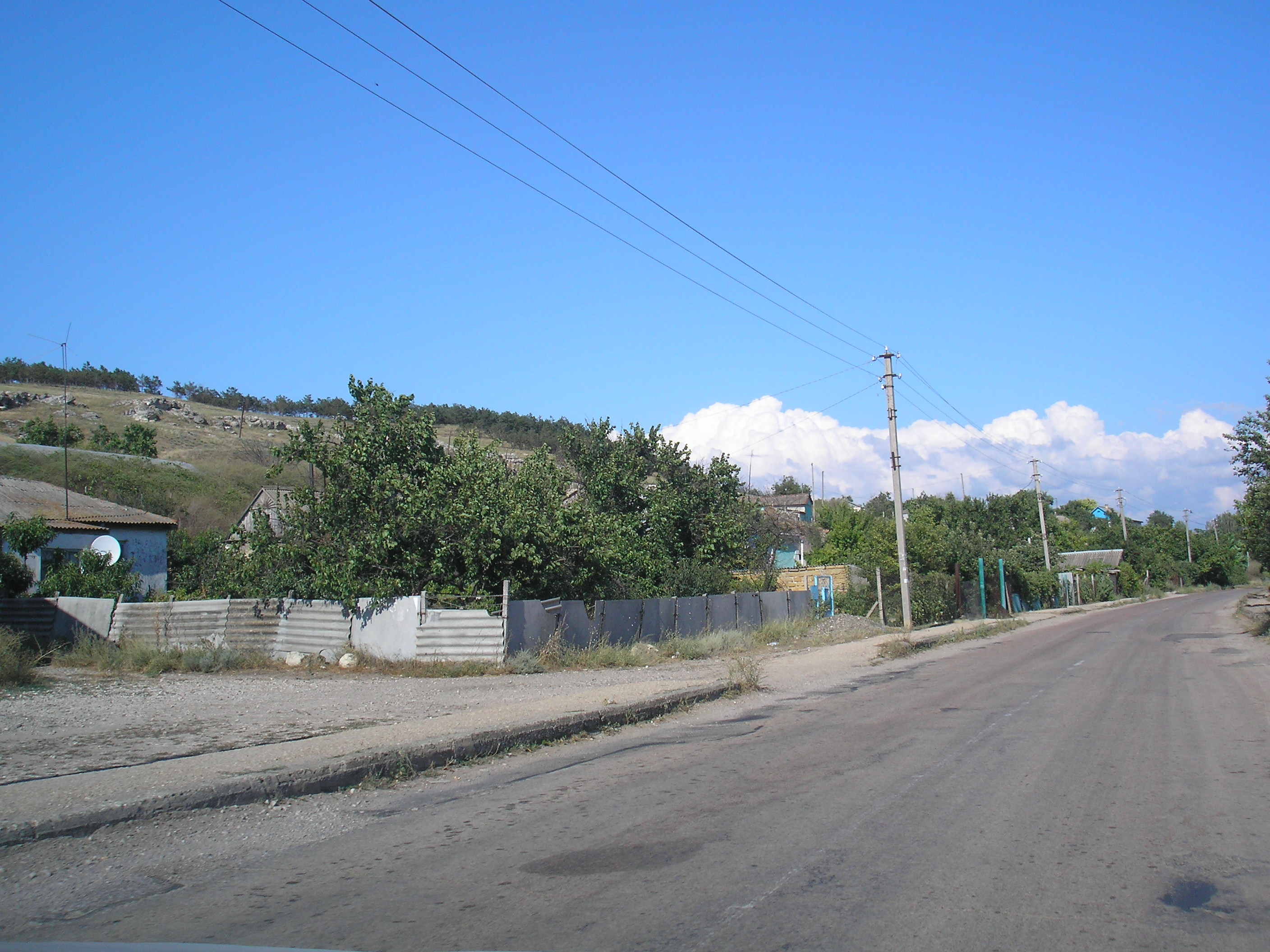
Шоссе через село

В 1860-х годах, после земской реформы Александра II, деревню приписали к Мангушской волости. Судя по результатам VIII ревизии, опубликованных в «Списке населённых мест Таврической губернии по сведениям 1864 года», во владельческая татарской деревне при реке Альме, в 30 дворах проживало 202 жителя и действовала мечеть. По обследованиям профессора А. Н. Козловского начала 1860-х годов, в селении имелись колодцы с пресной водой глубиной 2—4 сажени, а также жители пользовались водой из Альмы. На трёхверстовой карте Шуберта 1865—1876 года обозначено всего 10 дворов. На 1886 год в деревне Би-Эль, согласно справочнику «Волости и важнѣйшія селенія Европейской Россіи», проживало 189 человека в 35 домохозяйствах, действовали мечеть и лавка. К 1887 году (Х ревизия), по «Памятной книге Таврической губернии 1889 года», в Би-Эли было 54 двора и 263 жителя (на верстовой карте 1890 года — 54 двора с крымскотатарским населением).
После земской реформы 1890-х годов деревню передали в состав новой Тав-Бодракской волости. По «…Памятной книжке Таврической губернии на 1892 год» в деревне Биель, входившей в Биюк-Яшлавское сельское общество, числилось 219 жителей в 31 домохозяйстве на собственной земле. По «…Памятной книжке Таврической губернии на 1902 год» в деревне Биель, также входившей в Биюк-Яшлавское сельское общество, числилось 263 жителя в 33 домохозяйствах, уже на общинной земле. В 1907 году появляется «Дело о строительстве мектебе в дер. Бий-Эли Симферопольский уезд|Симферопольского уезда, от 16 января 1907 года» — в деревне появляется начальная мусульманская школа. Здание мектеба сохранилось до нашх дней: после революции школа стала общеобразовательной, в 1930-е годы рядом выстроили новое здание, школу сделали восьмилетней, просуществовавшей до середины 1970-х годов. А здание бывшего мектеба использовали как учебное, жилое, потом хозяйственное помещение. По Статистическому справочнику Таврической губернии. Ч.II-я. Статистический очерк, выпуск шестой Симферопольский уезд, 1915 год, в селе Биель Тав-Бодракской волости Симферопольского уезда 86 дворов с татарским населением в количестве 349 человек приписных жителей и 82 — «посторонних». Общинной земли не было, 61 двор владел частными угодьями и 17 — безземельных. В хозяйствах имелось 70 лошадей, 60 волов и 40 коров, 70 телят и жеребят и 300 голов мелкого скота.
После установления в Крыму Советской власти, по постановлению Крымревкома от 8 января 1921 года была упразднена волостная система и село включили в состав вновь созданного Подгородне-Петровского района Симферопольского уезда, а в 1922 году уезды получили название округов. 11 октября 1923 года, согласно постановлению ВЦИК, в административное деление Крымской АССР были внесены изменения, в результате которых был ликвидирован Подгородне-Петровский район и образован Симферопольский и село включили в его состав. Согласно Списку населённых пунктов Крымской АССР по Всесоюзной переписи 17 декабря 1926 года, в селе Бий-Эли, центре Бий-Элинского сельсовета Симферопольского района, числилось 85 дворов, все крестьянские, население составляло 356 человек (168 мужчин и 188 женщин). В национальном отношении учтено: 347 татар, 6 русских, 2 немца, 1 записан в графе «прочие», действовала татарская школа. Время переподчинения села Бахчисарайскому району пока точно не установлено, известно, что это произошло до 1940 года. В 1930-х годах в селе был организован колхоз. По данным всесоюзная перепись населения 1939 года в селе проживало 462 человек. В ноябре 1941 года село было оккупировано фашистами, освобождено в апреле 1944 года.
18 мая 1944 года, согласно Постановлению ГКО № 5859 от 11 мая 1944 года, крымские татары были депортированы в Среднюю Азию, а 12 августа 1944 года было принято постановление № ГОКО-6372с «О переселении колхозников в районы Крыма», по которому в район из Орловской и Брянской областей РСФСР переселялись 6000 колхозников. 21 августа 1945 года село Би-Эль было переименовано в Дорожное, а Би-Эльский сельсовет соответственно в Дорожновский. С 25 июня 1946 года в составе Крымской области РСФСР, а 26 апреля 1954 года Крымская область была передана из состава РСФСР в состав УССР. В августе того же года произошло укрупнение сельсоветов и Дорожновский сельсовет присоединили к Плодовскому, колхоз ликвидировали, включив в состав совхоз-завода Плодовое. По данным переписи 1989 года в селе проживало 186 человек. С 12 февраля 1991 года село в восстановленной Крымской АССР, 26 февраля 1992 года переименованной в Автономную Республику Крым. С 21 марта 2014 года в составе Крыма аннексировано Россией.